# Kubilay
Kubilay ist ein türkischer männlicher Vorname mongolischer Herkunft. Die mongolische Variante des Namens ist Khubilai.

## Namensträger

### Historische Zeit
- Khubilai Khan (1215–1294), mongolischer Fürst

### Vorname
- Kubilay Aktaş (* 1995), französisch-türkischer Fußballspieler
- Kubilay Akyüz (* 1995), türkischer Fußballspieler
- Kubilay Anteplioğlu (* 1992), türkischer Fußballtorhüter
- Kubilay Aydın (* 1975), türkischer Fußballspieler und -trainer
- A. Kubilay Ertan (* 1964), deutsch-türkischer Mediziner
- Kubilay Kanatsızkuş (* 1997), türkischer Fußballspieler
- Kubilay Öztürk (* 1997), türkischer Fußballspieler
- Kubilay Sönmez (* 1994), deutsch-türkischer Fußballspieler
- Kubilay Toptaş (* 1972), deutsch-türkischer Fußballspieler
- Kubilay Türkyılmaz (* 1967), schweizerisch-türkischer Fußballspieler

### Angenommener Name
- Mustafa Fehmi Kubilay (1906–1930), türkischer Lehrer und Reserveoffizier